# Fredrik Rehbinder
Fredrik Wilhelm Rehbinder, född den 14 april 1811 på Fredriksnäs i Gryts socken, Östergötlands län, död den 13 september 1877 i Söderköping, var en svensk friherre och ämbetsman. 
Rehbinder blev student vid Uppsala universitet 1823 och avlade examen till rättegångsverken där 1831.
Han blev extra ordinarie kanslist i justitieexpeditionen sistnämnda år, därjämte auskultant i Svea hovrätt samma år, extra ordinarie notarie där 1832 och vice notarie 1834.  Rehbinder var tillförordnad domhavande i Simtuna, Torstuna, Våla, Över- och Yttertjurbo häraders domsaga 1836–1838 och kanslist i justitiekanslersexpeditionen 1838–1839. Han blev vice häradshövding 1838, häradshövding i Hammarkinds och Stegeborgs skärgårds häraders domsaga 1841 och i Hammarkinds, Stegeborgs och  Skärkinds domsaga 1853. Rehbinder blev kammarjunkare 1832 och kammarherre 1855. Han var registrator i survivans vid Kunglig Majestäts orden 1859–1862, men tillträdde aldrig befattningen. Rehbinder ägde Liljestad i Skönberga socken 1852–1857, Stavsäter i Vists socken 1856–1861 och Ånväga i Skeda socken 1856–1866 (alla i Östergötlands län). Han var en framstående riksdagsman och bevistade för sin ätt alla ståndsriksdagarna 1840—1863. Rehbinder blev riddare av Nordstjärneorden 1859. Han vilar på Sankt Laurentii kyrkogård i Söderköping.